# Johan Sverdrup
Johan Sverdrup (Sem, 30 juli 1816 - Oslo, 17 februari 1892), was een Noors politicus. Hij geldt als de vader van het parlementarisme in Noorwegen.

## Opleiding
Johan Sverdrup werd geboren Sem, nabij Tønsberg. Zijn vader, Jakob Sverdrup, was pionier op het gebied van de agrarische wetenschap in Noorwegen. Hij zette de eerste landbouwschool van het land op. Johan Sverdrup studeerde in 1841 af in de rechten. In het jaar voor zijn afstuderen wist hij de Surtningssui, een van de hoogste bergen van Noorwegen te beklimmen.

## Vroege carrière
Na zijn rechtenstudie vestigde hij zich als advocaat in Larvik, een kleine stad aan de westkust van de Oslofjord. In 1851 werd hij als liberaal in het Storting (parlement) gekozen, waarna hij spoedig een van de voornaamste parlementariërs van links werd. In de tijd dat Sverdrup in het parlement werd gekozen bestonden er nog geen politieke partijen van betekenis en werden zij ook als ongewenst beschouwd. Sverdrup probeerde er echter als een van de eerste politici om een krachtige radicale partij te vormen, bestaande uit boeren en radicalen uit de steden. Toen deze poging mislukte ging hij een alliantie aan met de boerenleider in het parlement, Ole Gabriel Ueland.
In 1870 overleed Ueland en werd hij als leider van de boerenfractie opgevolgd door Søren Jaabæk, die er echter veel conservatievere opvattingen op nahield dan zijn voorganger. Toch bleef Sverdrup de alliantie met de boerenfractie trouw. In 1871 werd Sverdrup tot voorzitter van het Storting gekozen, een ambt dat hij tot 1884 zou blijven bekleden. Als parlementsvoorzitter streed hij voor uitbreiding van de macht van het parlement en verkleining van de macht van koning. Nog in 1870 nam het Storting een wet aan om de door de koning benoemde ministers naar het parlement te ontbieden. De koning, Oscar II van Zweden en Noorwegen weigerde de wet te tekenen. In 1880 werd de wet opnieuw voorgelegd aan de koning. Nog steeds weigerde hij de wet te tekenen. Tegelijkertijd claimde de koning zijn recht op het absolute veto.
In 1882 behaalde de fractie van Jaabæk en Sverdrup een grote verkiezingsoverwinning. De fractie verkreeg 25% van alle zetels in het Storting en alle rechters van het hooggerechtshof die na de verkiezingen werden aangesteld waren lid van de linkse fractie. In 1884 werd de linkse fractie omgezet in een politieke partij, Venstre ("Links") genaamd. Venstre was radicaal, liberaal en democratisch, maar absoluut niet socialistisch.

## Premier
Op 26 juni 1884 zag de koning zich gedwongen om Sverdrup tot premier te benoemen. Onder Sverdrups ministerie, dat tot 13 juli 1889 aanbleef werden er vele hervormingen doorgevoerd en langzaam maar zeker transformeerde Noorwegen in een democratische staat.
Ofschoon een overtuigd liberaal, steunde Sverdrup voornamelijk op de conservatieve factie binnen Venstre, de factie waartoe hijzelf ook behoorde. Deze factie leunde op de plattelanders, de aanhangers van een leken Christendom (in plaats van een Christendom geleid door geestelijkheid). Hij weigerde mensen van de radicale factie te betrekken bij het beleid. In 1885 won Venstre de algemene verkiezingen onder de slogan "heb vertrouwen in Johan Sverdrup". Kort daarna kwam het tot een breuk tussen Sverdrup en de fractie in het parlement.
Tijdens zijn ambtstermijn kwam hij in aanvaring met zijn vroegere strijdmakker, de dichter Bjørnstjerne Bjørnson over een godsdienstige aangelegenheid. Sverdrup weigerde, onder invloed van zijn neef Johan, de schrijver Alexander Kielland, een pensioen toe te kennen vanwege diens antiklerikale opvattingen. Ook wilde hij kerkraden de macht geven om personen die zich niet hielden aan de kerkdiscipline van de kieslijsten te verwijderen.
Ofschoon Sverdrup de radicalen binnen zijn partij nooit tevreden kon stellen, voerde niet minder dan 89 hervormingen door tijdens zijn ambtstermijn. In 1889 trad hij af.
Johan Sverdrup overleed op 75-jarige leeftijd.